# Erich Koschik
Erich Koschik (?, 3 de janeiro de 1913 — ?, 21 de julho de 1985) foi um canoísta alemão especialista em provas de velocidade.

## Carreira
Foi vencedor da medalha de bronze em C-1 1000 m em Berlim 1936.